# Thomas Harden
Thomas Harden ist ein deutscher Jurist und seit 2017 Generalstaatsanwalt in Köln.

## Karriere
Von 1995 bis 2013 war Harden Lehrbeauftragter im Strafrecht und ist seit 2019 Lehrbeauftragter für Strafprozessrecht an der Universität Düsseldorf.
Harden begann 1990 seine Karriere als bei der Staatsanwaltschaft Düsseldorf. Dort erhielt er vier Jahre später seine erste Planstelle. 1999 wurde er Oberstaatsanwalt bei der Generalstaatsanwaltschaft Düsseldorf. 2002 wechselte er als Referent in das Justizministerium NRW, wo er im Januar 2006 zum Ministerialrat als Referatsleiter in der Strafrechtsabteilung ernannt wurde. Von März 2014 bis Ende 2016 leitete er die Staatsanwaltschaft Düsseldorf. Zum Jahresbeginn 2017 wurde er Generalstaatsanwalt in Köln.
Harden ist verheiratet und hat zwei Kinder.

## Rezeption
Im Mai 2022 rief Harden als Generalstaatsanwalt dazu auf, zur Unterstützung der Staatsanwaltschaft Köln an einem Samstag freiwillige unbezahlte Überstunden zu leisten, da es bei dieser große Rückstände und Überlastung gebe.
Im Juli 2023 wies Harden eine Dienstaufsichtsbeschwerde des ehemaligen Justizministers Peter Biesenbach gegen den Leiter der Staatsanwaltschaft Köln zurück, in der er die mangelnde Bereitschaft zur schnellen Aufklärung der Cum-Ex-Geschäfte rügte. Dies führte zu weiterer starker Kritik Biesenbachs.